# Gufelsee
Der Gufelsee ist ein 2281 Meter hoch gelegener Gebirgssee  in den Lechtaler Alpen. Er befindet sich im österreichischen Bundesland Tirol.

## Lage und Umgebung
Innerhalb der Lechtaler Alpen ist der Gufelsee Bestandteil der Untergruppe des Parzinn. Er liegt in einer Karmulde westlich unterhalb des Gufelseejoches (2375 m). Über dieses Joch sind die Kogelseespitze (2647 m) nördlich des Sees und die Parzinnspitze (2613 m) in seinem Süden verbunden. Östlich des Joches liegen die Parzinnseen (2340 m und 2322 m). Nach Westen fällt das Gelände erst in eine weitere, größere Karmulde ab und von dort hinunter zum Branntweinboden.
Der Gufelsee befindet sich auf dem Gemeindegebiet von Zams im ungefähr acht Kilometer Luftlinie verlaufenden Inntal. Damit gehört der See zum Tiroler Bezirk Landeck. Über die Berge der Umgebung verläuft die Grenze zur Gemeinde Gramais.

## Hydrologie
An seiner längsten Stelle beträgt die Ausdehnung des Gufelsee in Ost-West-Richtung ungefähr 190 Meter, die Breite von Nord nach Süd misst etwa 100 Meter.
Über das offene Gelände zum Branntweinboden entwässert der Gufelsee in den Otterbach, der nach Norden an Gramais vorbei das Gramaiser Tal zum Lech hinab fließt. Damit gehört der See zu den Flusssystemen Lech und Donau.

## Zugang
Der Gufelsee ist über alpine Wanderwege sowohl von Westen als auch von Osten erschlossen. Ab Gramais kann eine Drei-Seen-Rundtour zum Gufelsee durchgeführt werden. Diese führt auf dem Wanderweg 624 zunächst zum Kogelsee (2171 m) und über die Kogelseescharte (2497 m) hinab zu den Parzinnseen. Hier kreuzt er sich mit dem von der Hanauer Hütte (1922 m) heraufführenden Weg 621. Dieser überquert das Gufelseejoch zum Gufelsee hin. Der Abstieg erfolgt über den Branntweinboden und Weg 626. Diese Tour erfordert Trittsicherheit.